# Sliprännor

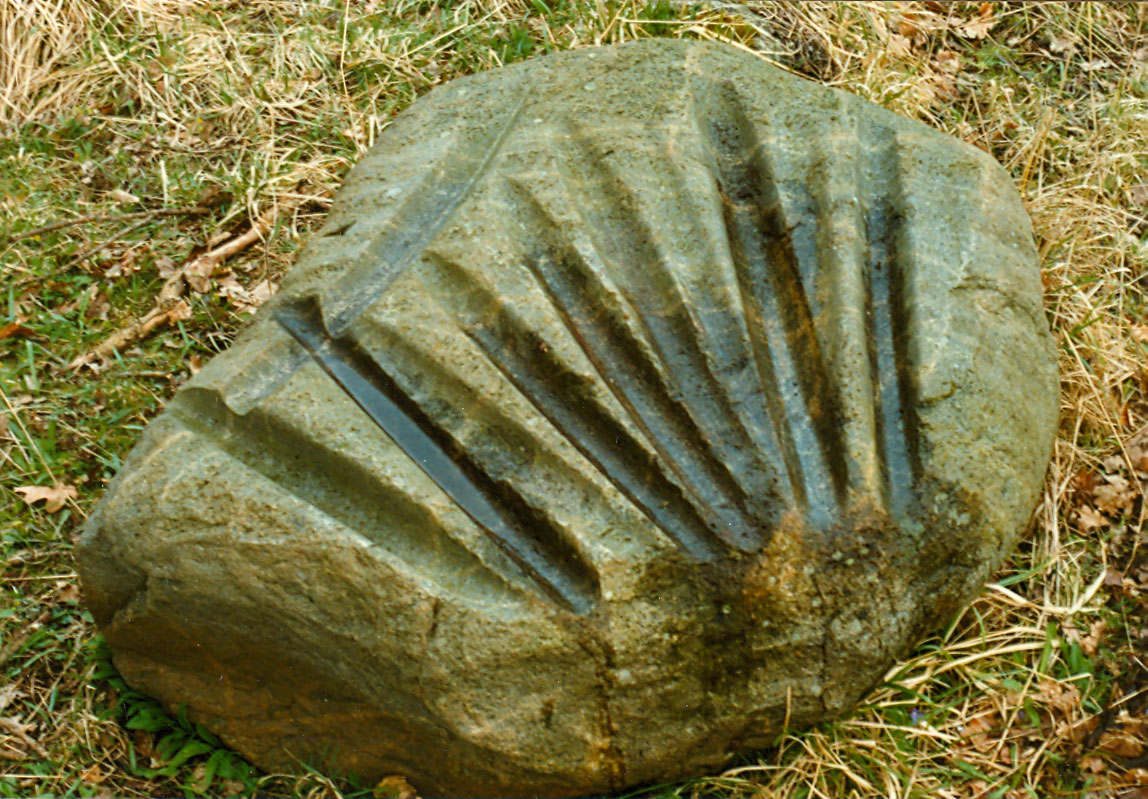
Sliprännor bei Dibjärs im Kirchspiel Hörsne auf Gotland

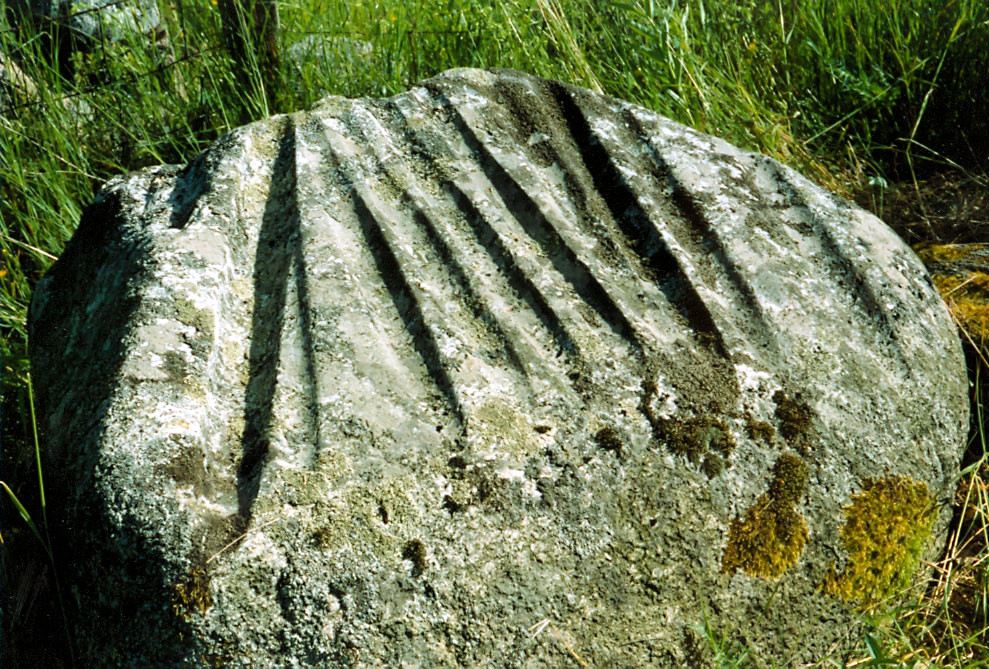
Sliprännor bei Ronehamn auf Gotland

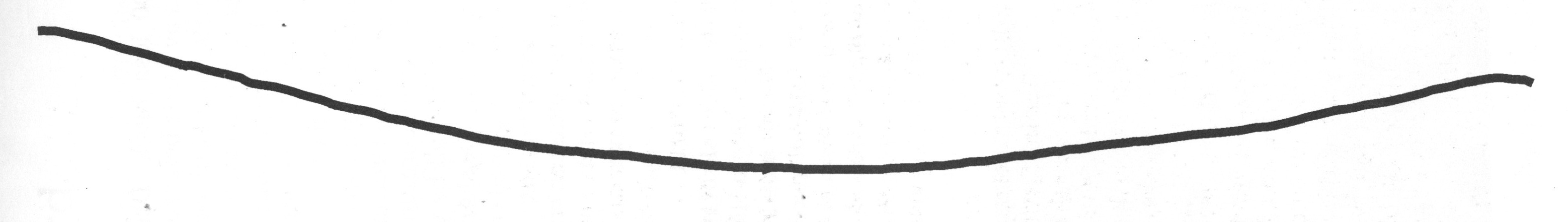
Slipränna im Längsschnitt. Im Block vorgefunden bei Häffinds im Kirchspiel Burs auf Gotland. Das Bild zeigt eine Profilaufnahme der Slippränna. Die meisten gotländischen Slipprännor haben eine sphärisch-konkave Oberseite. Einige sind aber auch konvex abgerundet.

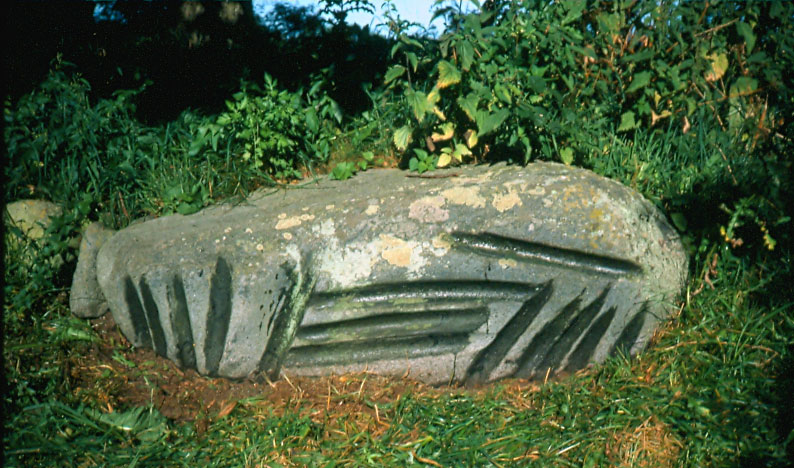
Stein mit Sliprännor, eingelegt in die Kantenkette eines prähistorischen Grabs. Die Ritzungen an der Seite des Blocks. Burgsvik, Gotland. RAÄ Öja 2:1

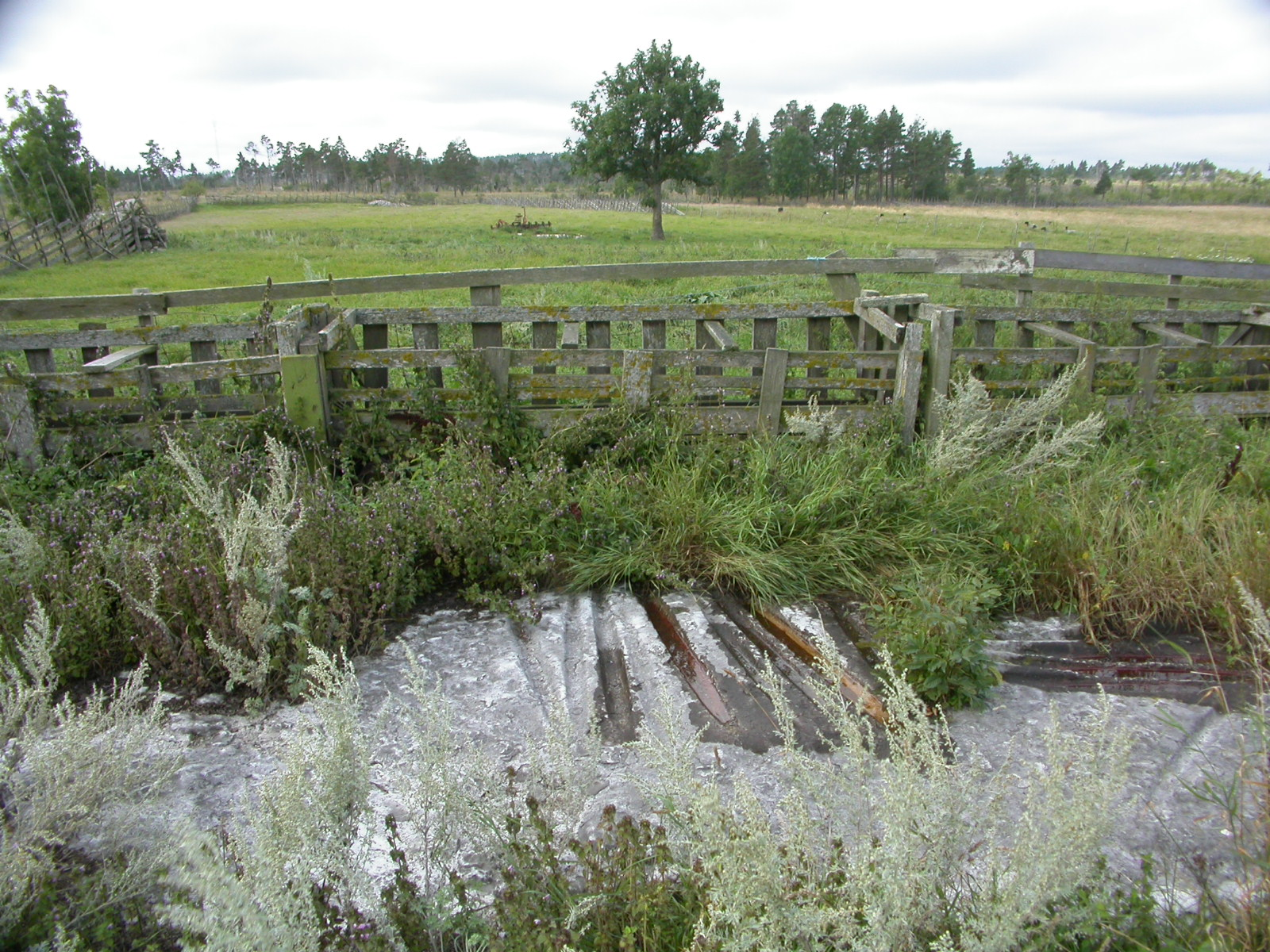
Sliprännor in Hajdeby auf Gotland

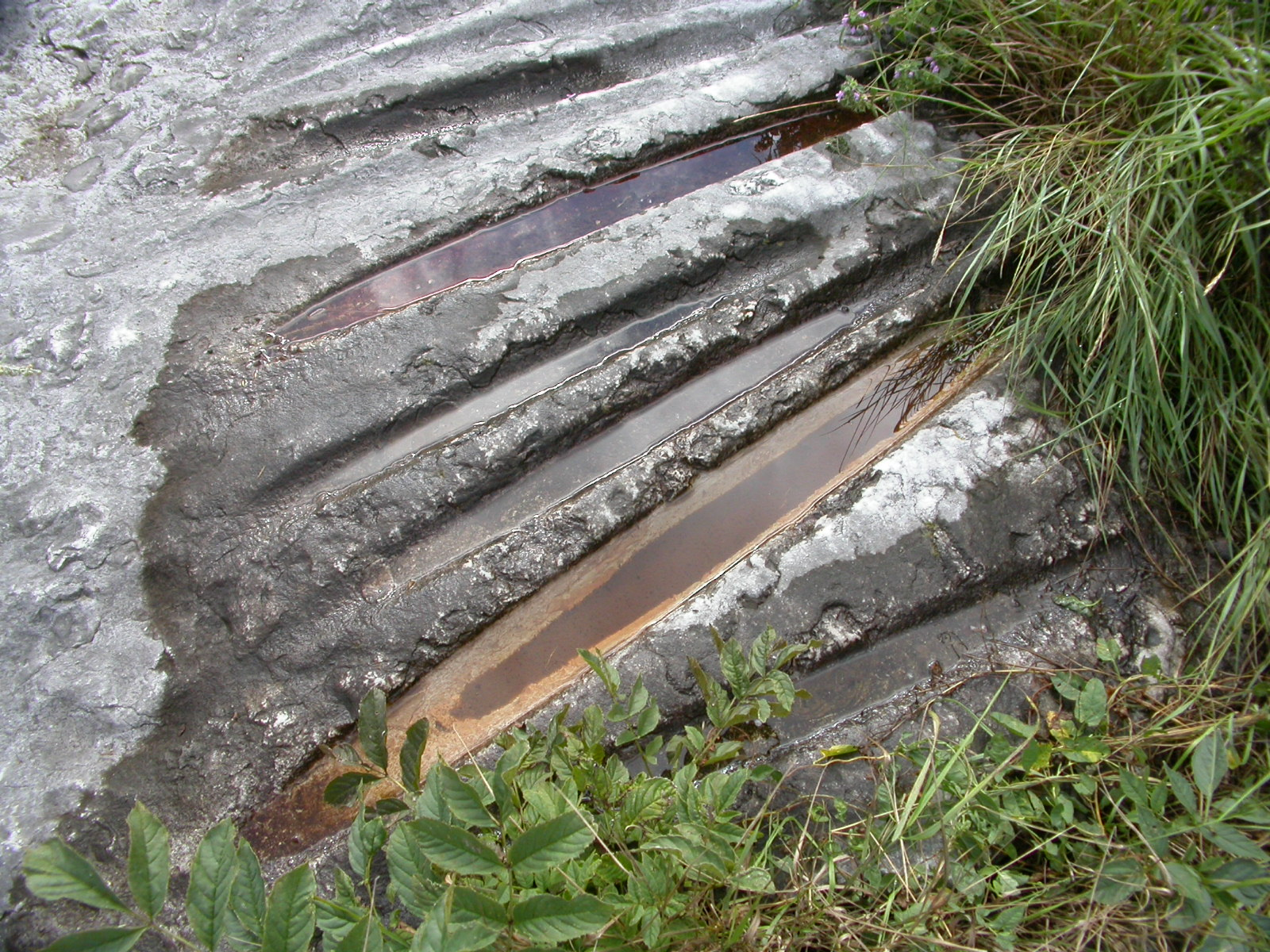
Sliprännor in Hajdeby, Gotland

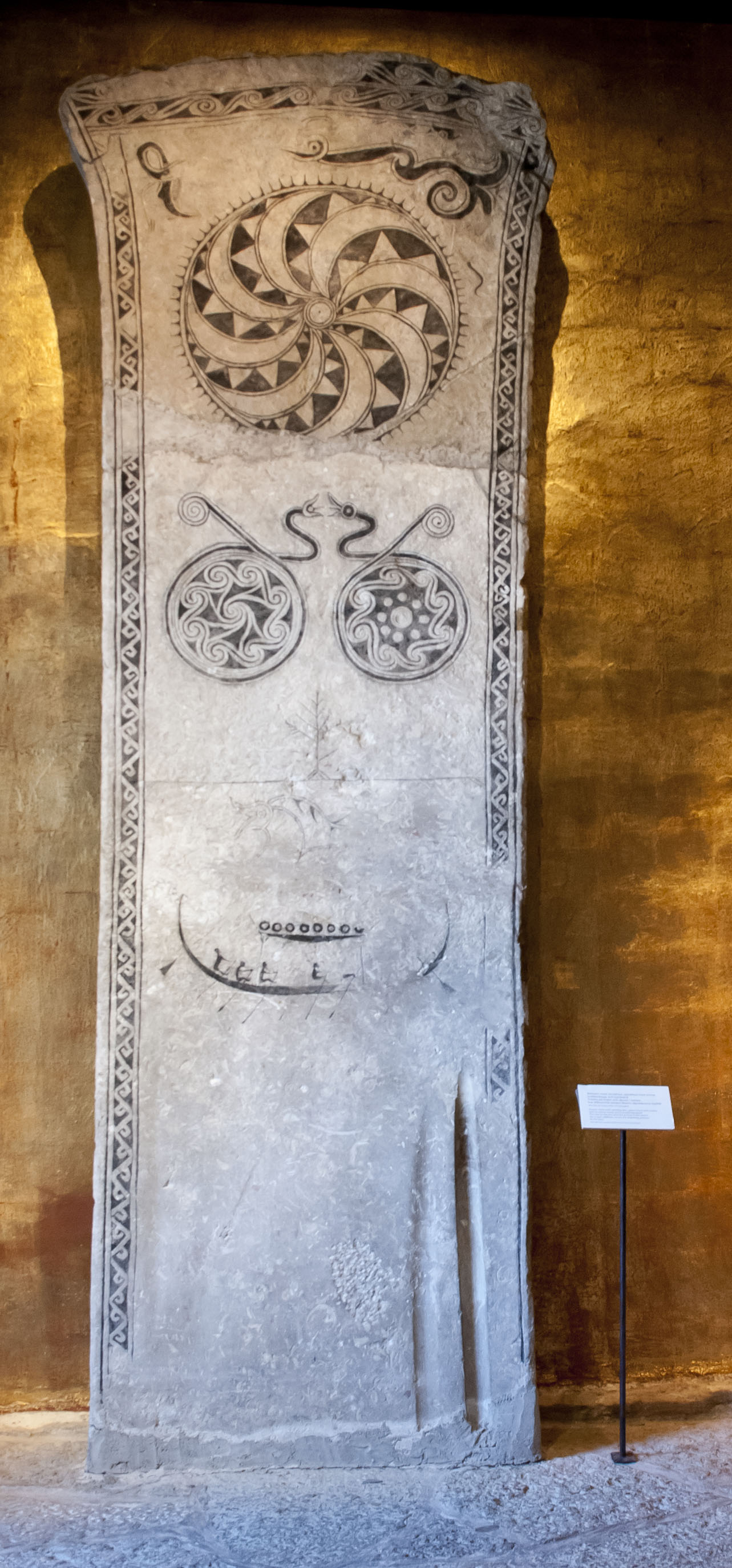
Sliprännor auf einem Bildstein im Museum Gotlands Fornsal

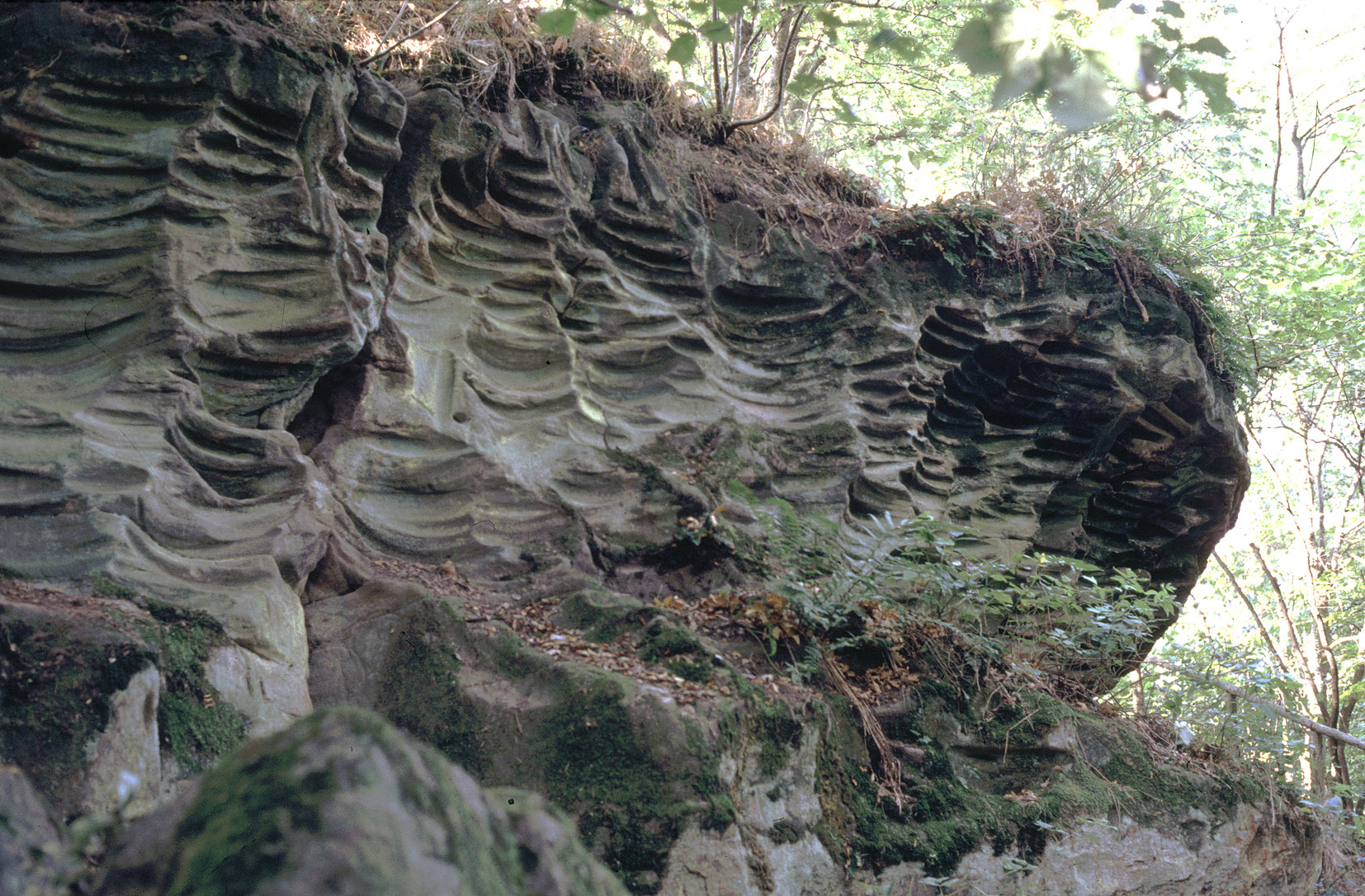
Sliprännorna in Gantofta in Schonen

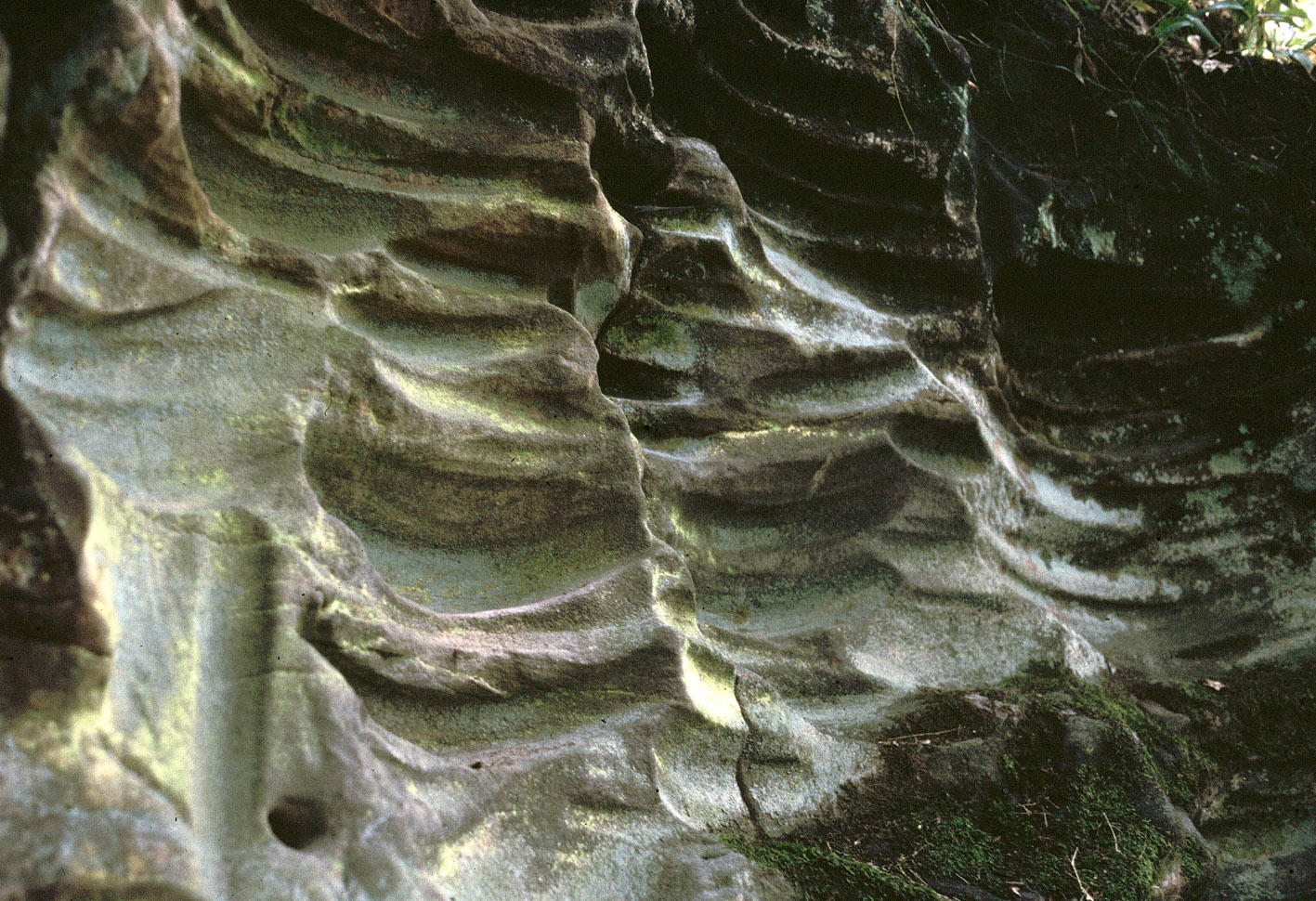
Detail einer Ritzung aus Gantofta

Sliprännor oder Slipskåror (Singular Slipränna oder Slipskåra) sind archäologische Funde, die im Volksmund in Schweden oft svärdslipningsstenar (deutsch Schwertschleifsteine) genannt werden. Sie werden durch eingeschliffene gerade Vertiefungen im Fels oder in Steinblöcken gekennzeichnet, die einen bogenförmigen Tiefenverlauf haben. Es gibt solche, die nur ein paar Dezimeter lang sind, aber auch Beispiele von mehr als einem Meter Länge. Normalerweise sind sie einige Zentimeter breit und in der Mitte bis zu einem Dezimeter tief. An den meisten Orten, wo sie vorkommen, finden sich größere oder kleinere Gruppen, die Seite an Seite nebeneinander liegen, oft in Fächerform, manchmal gekreuzt, wie auf dem Bild aus Dibjärs. Oft reichen die Ritzungen bis zur Kante einer anderen Slipränna, wie etwa bei dem Bild aus Ronehamn.

## Geschichte
Die erste schriftliche Erwähnung einer Slipränna erfolgte vermutlich in der Guthilandiske Cronica des Superintendenten der dänischen Kirche im Bistum Visby, Hans Nilssøn Strelow, die 1633 in Kopenhagen erschien. Er schrieb über eine Art von Steinen, die auf der Oberseite wie ein gefaltetes Kissen (schwedisch vilka är så som en veckad kudde på ovansidan) aussehen. Das kann sich kaum auf etwas anderes als Sliprännor beziehen. Er vermutet, dass es sich um natürlich entstandene Formen handelte, die er als „Gottes schöne Schöpfungen“ (schwedisch „Guds sköna skapelse“) titulierte. Mitte des 19. Jahrhunderts schrieb Pehr Arvid Säve über die gotländische Geschichte. Er war vermutlich der erste, der die Steine mit den Sliprännor eingehender analysierte, die von ihm „sliparestenar“ genannt wurden. Aus seinen Aufzeichnungen entnimmt man den Text:

”Man säger att våra förfäder i dem slipat sina svärd – eller ock att draken i dem skurat sitt gods. – Troligen hafva dessa stenar blifvit begagnade att på dessa slipa våra förfäders stenvapen och flintredskap, som man kallar ’Thors-kilar’, och som på Gotland finnas talrika fastän aldrig af landets sten eller kalk.”

„Man sagt, dass unsere Vorfahren darin ihre Schwerter geschliffen haben oder auch dass Drachen darin ihr Material gescheuert haben. Wahrscheinlich sind diese Steine verwendet worden, um auf ihnen Steinwaffen und Feuersteinwerkzeuge unserer Vorfahren, die man ‚Thors-Keile‘ nennt, zu schleifen. Auf Gotland finden sie sich zahlreich, obgleich nie aus Steinen des Landes oder aus Kalk.“

Sliprännor auf Gotland sind in der wissenschaftlichen Literatur seit den 1850er Jahren erwähnt. Zunächst wurden sie damals „sliparestenar“ genannt. August Waldemar Lundberg schrieb 1873 in der Zeitschrift Kungl. Vitterhets-, historie- och antikvitetsakademiens månadsblad, dass „einige Steinwürfe vom Meeresstrand entfernt bei Ronehamn an Gotlands südöstlicher Küste eine Menge ziemlich große Geröllblöcke aus Gneis und Granit verstreut liegen, von denen mindestens dreizehn auf der nach oben gewendeten Seite mit eingeschliffenen Rillen versehen sind, die allgemein nicht parallel sind, sondern in unterschiedlichen Richtungen verlaufen …. Einige haben mehrere Rillen, andere bloß eine oder zwei; einige Rillen sind tief und lang, andere kurz und flach; aber alle sind offenbar in sehr ferner Vergangenheit von Menschenhand gemacht.“ (schwedisch „några stenkast från hafsstranden vid Ronehamn å Gotlands sydöstra kust ligga kringspridda en mängd temligen stora rullstensblock af gnejs och granit, af hvilka åtminstone tretton äro på de uppåt vända sidorna försedda med inslipade refflor, hvilka i allmänhet icke äro parallella, utan gå i olika riktningar … Några hafva flera refflor, andra blott en eller två, några refflor äro djupa och långa, andra kortare och grunda, men alla äro uppenbarligen gjorda af menniskohänder i en mycket aflägsen forntid.“)
Im Jahr 1918 führte Rutger Sernander Untersuchungen bei dem See Fardume träsk durch. Fünf Steine mit Sliprännor lagen im Wasser, aber der Wasserspiegel des Sees ist am Ende des 19. Jahrhunderts um etwa einen Meter abgesenkt worden. Er kam daher zu der Schlussfolgerung, dass sie in einer Periode mit trockenem Klima entstanden sind, nämlich im Subboreal, das ungefähr mit der jüngeren Steinzeit und der älteren Bronzezeit zusammenfällt.
Schnell erhielten diese archäologischen Funde den die Phantasie anregenden Namen „Schwertschleifsteine“ (schwedisch „svärdslipningsstenar“). Dies rief dann Stimmen auf den Plan, die sich gegen die Ansicht aussprachen, dass diese Schleifspuren wirklich vom Schleifen von Schwertern herrührten. Deren Bogenform machte diese Hypothese nämlich unmöglich.
Auch sprach die Menge der Sliprännor gegen die Idee des Waffenschleifens. Allein auf Gotland wurden in einer Untersuchung aus dem Jahr 1933 gut 500 solche Steine gefunden. Sie waren gleichmäßig über die ganze Insel verteilt. Es wurde auch festgestellt, dass die Rinnen im selben Block nicht selten in verschiedenen Richtungen verlaufen, teilweise sogar einige quer über andere.
Die allgemeine Auffassung unter Archäologen am Anfang des 20. Jahrhunderts war, dass Steinausrüstung oder in jedem Fall Gegenstände aus Stein in den gotländischen Sliprännor geschliffen wurden. Im Jahr 1933 vertrat der Geologe Henrik Munthe eine andere Deutung des Verlaufs der Landhebung auf Gotland, gemäß der die am tiefsten liegenden Sliprännor zu tief für eine Herkunft aus der Steinzeit liegen würden. Damit blieb der Hintergrund der Sliprännor wieder vollständig im Dunkeln. Der Archäologe John Nihlén vermutete, dass Riten eine große Rolle spielten. Später wurde dieses Bild jedoch wieder verändert und man vermutete, dass Erhöhungen und Absenkungen des Meeresspiegels vorgekommen sein könnten. Eingehende Studien des Meeresspiegelanstiegs und der daraus resultierenden Verschiebungen der Strandverläufe bei den Fundplätzen werden für die betroffenen Zeitperioden benötigt, um darauf eine Antwort zu geben.
1936 konnte der Archäologe Torsten Mårtensson seine Studie über Sliprännor im nordwestlichen Schonen publizieren. Gemäß Aussagen von Anwohnern wurden die Sliprännor noch bis zum Anfang des 20. Jahrhunderts verwendet, um sogenannte „vädjestenar“, das sind Wetzsteine, zu schleifen.

## Typen und Datierungen
Sliprännor finden sich an mehreren Orten, wobei Gotland eine Klasse für sich ist. An Fundorten außerhalb von Gotland lassen sich Teile von Schonen und Halland in Schweden oder Häme in Finnland oder Luxemburg nennen.
In Frankreich werden sie „polissoirs“ (Schleifstellen) genannt, ebenso in Französisch-Guyana, wo sich ähnliche Formen, die auf die Steinzeit datiert werden, finden ließen. Man glaubt, dass diese Orte Reste des Schleifens von prähistorischen Gegenständen sind.
Auf Gotland treten sie aber praktisch verteilt auf der ganzen Insel auf.
Gut 3600 Sliprännor sind dort bekannt, wovon gut 700 in den festen Kalksteinböden vorkommen und der Rest sich auf etwa 800 Blöcke verteilt.
Diese bestehen oft aus hartem Gesteinsboden wie Granit oder Gneis; aber auch weichere Gesteinsböden aus Kalkstein oder Sandstein kommen vor. Viele von diesen sind von ihrem ursprünglichen Standort entfernt worden, aber einige befinden sich noch am ursprünglichen Ort.
Es hat sich gezeigt, dass die gotländischen Sliprännor nicht willkürlich orientiert liegen, sondern eine signifikante Häufung der Ost-West-Richtung aufweisen und darüber hinaus eine offensichtliche Symmetrie innerhalb dieser Richtung. Und mit an Sicherheit grenzender Wahrscheinlichkeit hat es sich auch herausgestellt, dass die beiden Typen von Sliprännor dieselbe Richtungsverteilung aufweisen.
Das größte Vorkommen von Sliprännor sind die Schleifrillen von Gantofta auf einem privaten Grundstück in Gantofta in Schonen. Hier befindet sich eine langgestreckte Abbruchkante einer Schlucht mit tausenden von horizontalen und vertikalen Sliprännor unterschiedlicher Größe. Sie befinden sich so gut wie überall auf den weichen Sandsteinwänden, sogar teilweise in überhängenden Blöcken. Was und wann dort geschliffen wurde, ist jedoch unbekannt und umstritten. Die Hinterlassenschaften an diesem Ort sind einmalig.
Die Datierung der gotländischen Sliprännor war einmal Gegenstand einer Debatte zwischen Archäologen, die eine mittelalterliche Herkunft
annahmen,
und Nicht-Archäologen, die eine Datierung in die Jungsteinzeit vertraten. Die letztere stützt sich vor allem auf den Gedanken, dass der Ausrichtung der Sliprännor eine astronomische Deutung gegeben werden könne, bei der jede Ritzung sich auf ein Himmelsphänomem beziehe, das man mit einer gewissen Jahreszahl in der Steinzeit in Verbindung bringen könne. Sliprännor unter überhängenden Felsblöcken bei Gantofta können jedoch nicht als Sichtlinien verwendet worden sein.
Auf einigen Bildsteinen aus der jüngeren gotländischen Eisenzeit befinden sich Sliprännor die dazugekommen sind, nachdem das Dekor der Steine gehauen worden war, was für eine späte Datierung spricht. Dasselbe gilt für das Niveau über dem Meer für die am niedrigsten gelegenen Sliprännor der Insel, was beweist, dass diese im Hinblick auf die postglaziale Landhebung nicht älter als 1000 Jahre sein können.
Ein ähnlicher Fundtyp  eines anderen Ursprungs sind bronzezeitliche Felsrutschen (schwedisch „hällkana“) und längliche Cup-and-Ring-Markierungen (schwedisch „avlånga skålgropar“), die zusammen mit Petroglyphen (Felsritzungen, schwedisch „hällristningar“) vorkommen.

## Erstellung
Die symmetrische Bogenform, die man am häufigsten findet, wie zum Beispiel auf dem Bild mit den Ritzungen im Block von Häffinds, könnte darauf hindeuten, dass eine Form von Rad oder Pendel benutzt wurde, um sie zu erzeugen. Man kann sogar Rückschlüsse darauf ziehen, wie groß das Rad oder die Pendellänge gewesen sein könnte.

## Funktion
Die Frage, wie Sliprännor erzeugt und angewendet wurden, ist nicht abschließend beantwortet. Es gibt Deutungen, gemäß denen die Sliprännor als Nebeneffekt beim Schleifen entstanden sind, zum Beispiel für Schwerter im Mittelalter oder Steinäxte in der Steinzeit oder Schleifsteine während vieler Jahrhunderte, und solche gemäß denen sie eine astronomische Bedeutung hatten und dazu dienten, den Blick auf ein bestimmtes damaliges Himmelsphänomen zu richten.